# Bleomicina
Bleomicina é um fármaco produto de fermentação de Streptomyces verticillus.
Indicado normalmente para neoplasias de pele e do trato genitário e câncer do testículo.
A molécula de bleomicina é capaz de despolimerizar o DNA. Com seu uso é possível a reações alérgicas, toxicidade pulmonar, ou alopecia.